# My Love Is like...Wo
My Love Is like...Wo è un brano musicale R&B scritto e prodotto da Missy Elliott con la collaborazione dei fratelli Charles Bereal e Kenneth Bereal, e interpretato dalla cantante statunitense Mýa per il suo terzo album, Moodring. Il brano è stato pubblicato nel giugno 2003 come singolo d'apertura dell'album, ed è entrato sia nella top20 della Billboard Hot 100 sia in quella della Hot R&B/Hip-Hop Songs. Il singolo ha anche scalato varie classifiche internazionali, diventando uno dei brani più conosciuti della cantante. Il video del singolo ha ottenuto due nomination agli MTV Video Music Awards del 2003.

## Video
Il videoclip del singolo è stato diretto da Paul Hunter e coreografato da Travis Payne. Il video mostra soltanto Mýa che si esibisce in vari passi di danza mentre i suoi abiti e il suo look cambiano velocemente, dettaglio dopo dettaglio, senza che ci sia un cambio di scena. Il videoclip si apre con la cantante di profilo in abiti maschili, seduta su una poltrona in penombra mentre fuma un sigaro e recita l'intro parlato del brano, sullo sfondo di una scenografia si linee che confluiscono in un rombo. Con l'inizio del primo ritornello, gli abiti dell'artista iniziano a diventare sempre più femminili e vivacemente colorati. La seconda strofa trasporta il video in un altro spazio, allestito in un set rosso con palle da discoteca e specchi, dove l'artista si esibisce con l'aiuto di un microfono. In questa scena Mýa presenta uno stile molto più sexy e rock rispetto alla prima scena, con capelli ricci e biondi con ciocche rosse lasciati liberi e lenti a contatto azzurre. Mentre si esibisce col microfono la cantante indossa una canotta colorata, pantaloni bianchi strappati, stivali neri, mutande leopardate e vari accessori rock; questo look è alternato ad abiti più sexy come un vestito corto e scollato rosso, o un completo leopardato sopra leggins dorati. Alla fine della scena la cantante distrugge una chitarra verde e lancia una bottiglia contro la camera. Durante il ponte del brano lo stile si trasforma radicalmente di nuovo, con visiera, tuta, hot pants e scarpe Adidas, e in questa sequenza gli indumenti cambiano spesso colore. Dopo la fine del ponte c'è una scena in cui Mýa si esibisce su un palco in una sequenza di tip tap, su un intermezzo strumentale che non è presente nella versione originale del brano. Durante l'ultimo ritornello la scena si sposta in un set viola, dove l'artista mostra ulteriori cambi di immagine, tra cui un completo nero da uomo con maschera da bandito e un costume da bagno dal quale la cantante estrae l'avviso di un motel "Do Not Disturb". In quest'ultima scena la cantante ha i capelli lisci e sciolti, tranne che per una ciocca legata a chignon sopra la testa.
Il video è stato presentato in anteprima mondiale al programma di MTV Making the Video, che ne ha mostrato i retroscena e la lavorazione.

## Riconoscimenti
Il singolo ha ottenuto nomination a un solo premio, due nomination ai MTV Video Music Awards del 2003, grazie al video, nelle categorie Miglior Video Dance e Miglior Coreografia in un Video, ma ha perso rispettivamente contro Rock Your Body di Justin Timberlake e Crazy in Love di Beyoncé.

## Ricezione
Il singolo è il sesto (e terzo da solista) nella carriera dell'artista ad essere entrato nella top20 della Hot 100 di Billboard, dove ha raggiunto la posizione numero 13, passando venti settimane in totale nella classifica. Il pezzo è entrato anche nella top20 della classifica R&B/Hip-Hop, dove però, stranamente, ha raggiunto una posizione più bassa rispetto alla Hot 100, la numero 17. Sia nel Regno Unito che in Nuova Zelanda il brano ha raggiunto la posizione numero 33, mentre in Australia, dove la cantante ha sempre avuto successo, è entrato in classifica al numero 25 il 7 settembre 2003, rimanendovi per tre settimane consecutive, senza però riuscire a salire. Il singolo è entrato nella top20 anche delle classifiche belghe, sia nelle Fiandre che in Vallonia.

## Tracce
U.S. CD single
1. "My Love Is like...Wo" – 3:29
2. "No Sleep Tonight" – 3:46

U.S. 12" single
A1. "My Love Is like...Wo" (Main Mix) – 3:31
B1. "My Love Is like...Wo" (Acapella) – 3:31
B2. "My Love Is like...Wo" (Instrumental) – 3:29
European CD single
1. "My Love Is like...Wo" – 3:29
2. "Case of the Ex" – 3:55

European CD maxi single
1. "My Love Is like...Wo" – 3:29
2. "Case of the Ex" – 3:55
3. "Little Too Much, Little Too Late" – 3:24
4. "My Love Is like...Wo" (Video)

## Classifiche

### Classifiche internazionali
| Classifica (2003)                    | Posizione |
| ------------------------------------ | --------- |
| Australia                            | 25        |
| Belgio (Fiandre)                     | 12        |
| Belgio (Vallonia)                    | 14        |
| Germania                             | 73        |
| Irlanda                              | 36        |
| Nuova Zelanda                        | 33        |
| Regno Unito                          | 33        |
| U.S. Billboard Hot 100               | 13        |
| U.S. Billboard Hot R&B/Hip-Hop Songs | 17        |
| U.S. Billboard Rhythmic Top 40       | 9         |
| U.S. Billboard Top 40 Mainstream     | 8         |
| U.S. Billboard Top 40 Tracks         | 10        |

### Classifiche di fine anno
| Classifica (2003)                    | Rank position |
| ------------------------------------ | ------------- |
| U.S. Billboard Hot 100               | 64            |
| U.S. Billboard Hot R&B/Hip-Hop Songs | 88            |